# Te doy mis ojos
Te doy mis ojos is een Spaanse film van Icíar Bollaín die werd uitgebracht in 2003.

## Verhaal
Een appartement in een woonwijk van Toledo. Op een kille winternacht verlaat Pilar stiekem het echtelijk dak met haar zoontje Juan. Ze ziet er heel angstig en opgejaagd uit want ze is op de vlucht voor haar man Antonio, die er niet voor terugschrikt regelmatig over te gaan tot partnergeweld. Ze vindt een onderkomen bij haar zus Ana, een kunstrestauratrice die in het centrum van Toledo woont. Ana pikt kleren op voor haar zuster en haar neefje in het appartement en ontmoet er Antonio. 
Ondertussen is Pilar aan het bekomen van haar emoties. Ze is van plan haar leven in handen te nemen en dankzij haar zus vindt ze werk als kassierster van een toeristische bezienswaardigheid. Ze heeft ook plannen om gids te worden. De contacten die ze op haar werk heeft met andere vrouwen doen haar deugd. 
Antonio wil zijn vrouw koste wat het kost terugwinnen. Hij zoekt haar op op haar werk en zweert dat hij zijn leven zal beteren. Hij belooft haar zelfs groepstherapie te volgen samen met andere gewelddadige mannen. Pilar voelt zich verscheurd tussen afkeer en liefde. Wanneer ze geneigd is haar man een tweede kans te geven stuit ze op tegenkanting en onbegrip van Ana.

## Rolverdeling
| Acteur           | Personage                          |
| ---------------- | ---------------------------------- |
| Laia Marull      | Pilar                              |
| Luis Tosar       | Antonio                            |
| Candela Peña     | Ana, de zuster van Pilar           |
| Rosa María Sardá | Aurora, de moeder van Pilar en Ana |
| Kiti Mánver      | Rosa                               |
| Sergí Calleja    | de therapeut                       |
| Chus Gutiérrez   | Raquel                             |
| Elena Irureta    | Carmen                             |

## Ontvangst

### Recensies
Op Rotten Tomatoes geeft 93% van de 33 recensenten de film een positieve recensie, met een gemiddelde score van 7,62/10. Website Metacritic komt tot een score van 74/100, gebaseerd op 14 recensies, wat staat voor "Generally favorable reviews" (over het algemeen gunstige recensies)

### Prijzen en nominaties
Een selectie:
| Jaar | Evenement                      | Categorie                          | Genomineerde                               | Resultaat   |
| ---- | ------------------------------ | ---------------------------------- | ------------------------------------------ | ----------- |
| 2003 | San Sebastián (51ste editie)   | Zilveren Schelp voor beste acteur  | Luis Tosar                                 | Gewonnen    |
| 2003 | San Sebastián (51ste editie)   | Zilveren Schelp voor beste actrice | Laia Marull                                | Gewonnen    |
| 2004 | Premios Goya (18de uitreiking) | Beste film                         | Te doy mis ojos                            | Gewonnen    |
| 2004 | Premios Goya (18de uitreiking) | Beste regisseur                    | Icíar Bollaín                              | Gewonnen    |
| 2004 | Premios Goya (18de uitreiking) | Beste acteur                       | Luis Tosar                                 | Gewonnen    |
| 2004 | Premios Goya (18de uitreiking) | Beste actrice                      | Laia Marull                                | Gewonnen    |
| 2004 | Premios Goya (18de uitreiking) | Beste vrouwelijke bijrol           | Candela Peña                               | Gewonnen    |
| 2004 | Premios Goya (18de uitreiking) | Beste debuterend actrice           | Elisabet Gelabert                          | Genomineerd |
| 2004 | Premios Goya (18de uitreiking) | Beste origineel scenario           | Icíar Bollaín                              | Gewonnen    |
| 2004 | Premios Goya (18de uitreiking) | Beste montage                      | Ángel Hernández Zoído                      | Genomineerd |
| 2004 | Premios Goya (18de uitreiking) | Beste geluid                       | Eva Valiño, Alfonso Pino, Pelayo Gutiérrez | Gewonnen    |